# Fátima Lopes
Pour les articles homonymes, voir Lopes.
 (février 2019).
Si vous disposez d'ouvrages ou d'articles de référence ou si vous connaissez des sites web de qualité traitant du thème abordé ici, merci de compléter l'article en donnant les références utiles à sa vérifiabilité et en les liant à la section « Notes et références ».
Fátima Lopes (Funchal, 8 mars 1965) est une styliste portugaise.
Depuis 1999 elle participe, deux fois par an aux défilés parisiens du prêt-à-porter lors de la semaine de la mode organisé par la Fédération Française de la Couture. En 2000, à Paris, elle capte les attentions médiatiques par la création du bikini le plus cher du monde, en or et diamants, estimé aux alentours d'un million de dollars[réf. nécessaire].

## Biographie
En 1990, Fátima a déménagé à Lisbonne, où elle pensait pouvoir poursuivre une carrière de créatrice de mode. Avec un ami, elle a ouvert une boutique appelée "Versos", qui vendait principalement des vêtements de créateurs internationaux. En 1992, la boutique change de nom et devient "Fátima Lopes". Cette année-là, la marque Fátima Lopes est née. En septembre de la même année, elle a participé à un défilé de mode réalisé dans un ancien couvent de Lisbonne (Convento do Beato), où son travail a été largement applaudi.
En 1994, elle expose sa collection à Paris au "Salon du Prêt-à-Porter Féminin". Deux ans plus tard, elle ouvre son premier magasin international à Paris, situé dans la célèbre rue de Grenelle. Parallèlement, elle commence à diversifier ses collections en créant des sacs et des chaussures pour hommes et femmes.
En décembre 1998, elle a commencé la gestion de l'agence de mannequin "FACE MODELS" à Lisbonne.
En 2000, elle a fait sensation auprès des médias en apparaissant elle-même à Paris sur un podium en portant le bikini le plus cher au monde, en or et en diamants, d’une valeur estimée à un million de dollars. En 2003, elle a ouvert son premier magasin de marque aux États-Unis, situé à Melrose Avenue, à Los Angeles.
Elle a travaillé sur la conception du costume officiel de l'équipe portugaise de la Coupe du monde de football en 2006.